# Варциміно
Варциміно (пол. Warcimino) — село в Польщі, у гміні Потенґово Слупського повіту Поморського воєводства.
Населення — 209 осіб (2011).
У 1975-1998 роках село належало до Слупського воєводства.

## Демографія
Демографічна структура станом на 31 березня 2011 року:
|          | Загалом | Допрацездатний вік | Працездатний вік | Постпрацездатний вік |
| -------- | ------- | ------------------ | ---------------- | -------------------- |
| Чоловіки | 120     | 36                 | 77               | 7                    |
| Жінки    | 89      | 18                 | 60               | 11                   |
| Разом    | 209     | 54                 | 137              | 18                   |